# Åke Zetterberg
Karl Åke Herman Zetterberg (i riksdagen kallad Zetterberg i Spånga och Zetterberg i Stockholm), född 30 augusti 1908 i Lund, död 24 augusti 1985 i Maria Magdalena församling, Stockholms län, var en svensk politiker (socialdemokrat) och präst.

## Biografi
Åke Zetterberg invaldes till riksdagen vid nyvalet 1958 och tog inträde som ledamot i andra kammaren samma år. Han var pastor primarius i dåvarande Storkyrkoförsamlingen i Stockholm. Åke Zetterberg  ingick i den tvärpolitiska organisationen KSA - Kristet Samhällsansvar - en organisation som ville arbeta för att få in fler kristna ledamöter i Sveriges Riksdag. Till initiativtagarna och till de drivande i denna organisation hörde "pingstledaren" Lewi Pethrus med flera representanter från andra partier.
Åke Zetterberg var också ordförande i Broderskapsrörelsen, organisationen för kristna socialdemokrater, och hörde till dem som tog initiativ till Nobelpriset till Martin Luther King 1964. Enprocentsmålet för biståndet antogs av riksdagen 1962, en fråga där Broderskapsrörelsen och Zetterberg hade varit mycket aktiva. Han var ledamot av flera utredningar om kyrka-statfrågan och hörde till de få präster som aktivt drev frågan om att frigöra svenska kyrkan från staten. Som pastor primarius var han också en av de präster som den 10 april 1960 deltog i vigningen av de första kvinnliga prästerna i Storkyrkan.
I januari 1967 drabbades Zetterberg av en stroke som innebar att hans samhällsgärning tog ett abrupt slut. Han ersattes som ordförande i Broderskap av riksdagsledamoten Evert Svensson.

### Familj
Åke Zetterberg var gift med Ann-Louise Zetterberg (född Holmgren 1909). Han var far till fem barn, däribland politikern Eva Zetterberg och Olle Zetterberg, och farfar till skådespelaren och politikern Hanna Zetterberg. Makarna Zetterberg är begravda på Spånga kyrkogård.